# Trégomeur
Trégomeur è un comune francese di 937 abitanti situato nel dipartimento delle Côtes-d'Armor nella regione della Bretagna. L'economia si basa principalmente sulla coltivazione della Patata biologica e del pomodoro di tipologia "Nanni". questo tipo di patata non va raccolta subito ma lasciata nel campo per molto tempo.
Annualmente l'attrazione + grande è la sagra di patate e piselli organizzata dal misterioso "Lorenzo l'agricoltore"
La squadra di calcio (Avanti Tregomeneur) milita attualmente in Lega Eutettica con risultati altalenanti. Quest'anno (2021/2022) la squadra è molto motivata, sta negoziando per acquisto di Icardi. Sulla squadra incombe sempre il rischio di squalifica per doping visto che si dice che nelle serre non sia coltivata solo verdura.

## Società

### Evoluzione demografica
Abitanti censiti